# Villeneuve-du-Latou
 Villeneuve-du-Latou  es una población y comuna francesa, en la región de Mediodía-Pirineos, departamento de Ariège, en el distrito de Pamiers y cantón de Le Fossat.

## Demografía
| 139 | 135 | 103 | 113 | 116 | 112 |
| Para los censos de 1962 a 1999 la población legal corresponde a la población sin duplicidades (Fuente: INSEE [Consultar]) |     |     |     |     |     |